# Sturmtiger

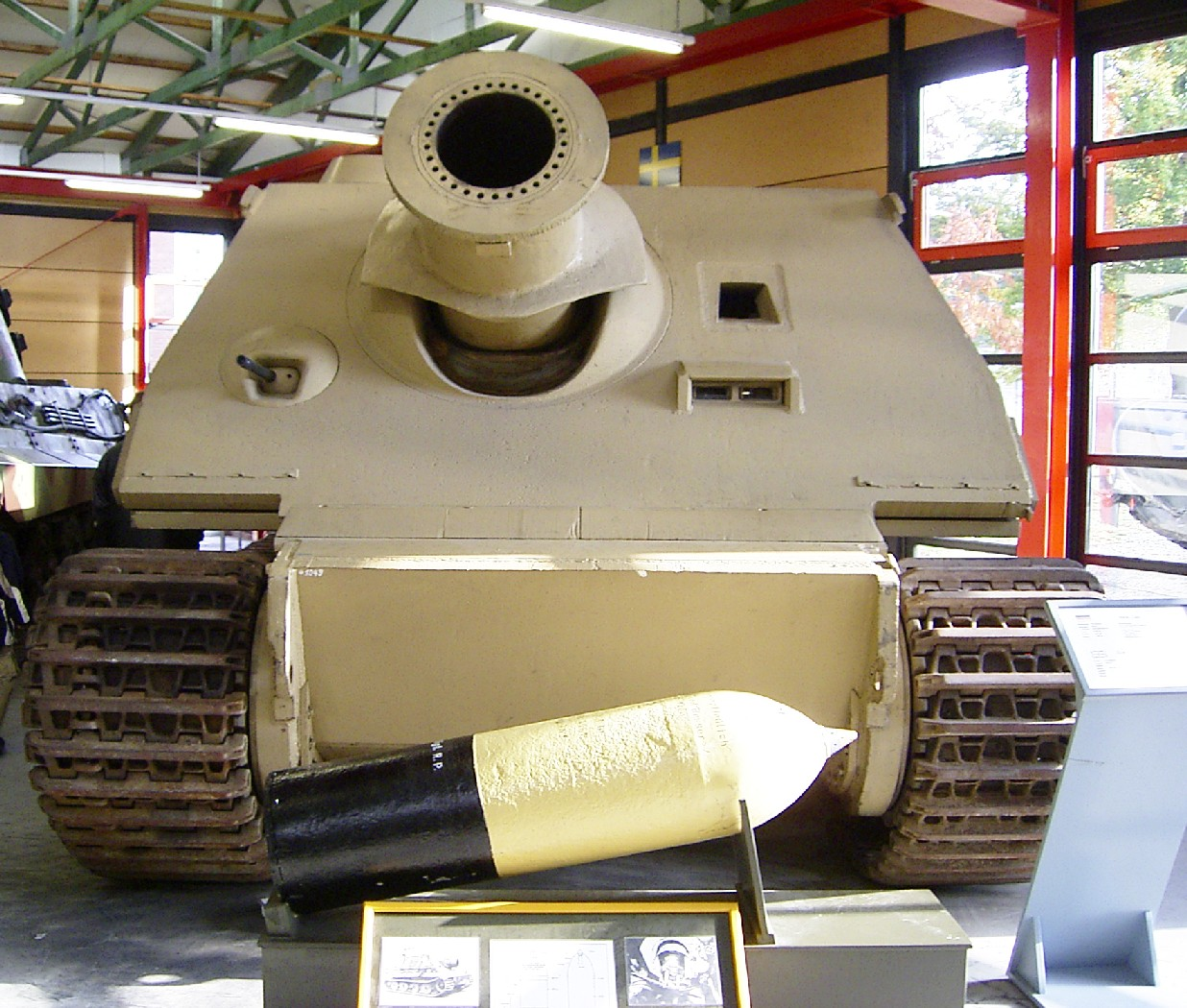
Sturmtiger met een granaat op de voorgrond in het Pantsermuseum Munster

De Sturmtiger (in het Nederlands stormtijger) was een Duitse tank waarop een mortier, eerder bedoeld voor de montage op een U-boot, gemonteerd werd boven op het onderstel van een Panzer VI (Tiger I), gedurende de Tweede Wereldoorlog. Een prototype werd op 20 oktober 1943 voorgesteld aan Adolf Hitler en het eerste voertuig werd in 1944 aan de troepen geleverd. Gedurende de oorlog werden slechts 18 Sturmtigers gebouwd. Die werden voornamelijk in kleine eenheden ingezet.
De Sturmtiger kon vanuit zijn korte loop] (2,05 m) een granaat met een lengte van 148,5 cm afvuren over een afstand van ongeveer 5,5 kilometer. Bij het afvuren van de granaat ontstond zo een hoge temperatuur dat deze terugslaggassen via boorgaten rond de vuurmond afgeleid moesten worden.
De Sturmtiger had vooral een moreel effect, daar de tank te lijden had van een beperkte beweeglijkheid en naar het einde van de oorlog toe (zoals alle anderen tankeenheden) een gebrek aan brandstof.
Een goed onderhouden exemplaar staat vandaag nog in het Pantsermuseum Munster]. Een ander exemplaar wordt tentoongesteld in het Tankmuseum van het Rode Leger in Kubinka.